# Избави нас от лукавого (фильм, 2006)
«Избави нас от лукавого» (англ. Deliver Us from Evil) — американский документальный фильм 2006 года, снятый режиссёром Эми Джей Бергом.

## Сюжет
Фильм прослеживает историю преступлений ирландского католического священника Оливера О’Грейди, осуждённого в США за педофилию. Демонстрируются фрагменты интервью с О’Грейди, его жертвами, их родителями и адвокатами, а также богословами, критически настроенными по отношению к Ватикану. Использованы записи показаний, данных под присягой католическими иерархами. Авторы уделяют внимание вероятной роли кардинала Роджера Махони в сокрытии преступлений О’Грейди.

## Награды
Фильм получил награды New York Film Critics Circle и кинофестиваля в Лос-Анджелесе, а также был выдвинут на «Оскар» в номинации «Лучший документальный фильм».

## Критика
Фильм имеет стопроцентный рейтинг на агрегаторе Rotten Tomatoes. Washington Post назвала истории жертв «бьющими прямо в сердце», а лицо преступника — «обманчиво невинным». 